# Meedhaahuraa
Meedhaahuraa est une petite île inhabitée des Maldives.

## Géographie
Meedhaahuraa est située dans le centre des Maldives, au Sud-Est de l'atoll Faadhippolhu, dans la subdivision de Lhaviyani. Elle voisine l'île plus grande de Maafilaafushi.